# پولونا دورنیک
پولونا دورنیک (انگلیسی: Polona Dornik؛ زادهٔ ۲۰ نوامبر ۱۹۶۲) بازیکن بسکتبال اهل یوگسلاوی بود.